# Olidiana zhengi
Olidiana zhengi är en insektsart som beskrevs av Zhang 1994. Olidiana zhengi ingår i släktet Olidiana och familjen dvärgstritar. Inga underarter finns listade i Catalogue of Life.